# Antonio Llorens
Dr. Prof. Antonio Llorens de Ros (1912 o 1917) es un farmacéutico, profesor, y botánico español. Es catedrático en la Universidad de las Islas Baleares.
- La abreviatura «Llorens» se emplea para indicar a Antonio Llorens como autoridad en la descripción y clasificación científica de los vegetales.[3]